# Barbecue (Carolina del Norte)
Barbecue  es un área no incorporada ubicada del condado de Harnett en el estado estadounidense de Carolina del Norte. 

## Curiosidades
Barbacue del municipio fue llamado así debido a que el vapor que se elevaba desde las cálidas aguas de un arroyo local en el invierno recordó los primeros pobladores de aumento de vapor de una barbacoa de carne de cerdo tradicionales de Carolina del Norte.
Un historiador de la Ms. Cameron, dice que un colono de la zona denominada "Red" McNeill vio vapor que se elevaba desde un arroyo cercano. Le recordó a los pozos de cocción de carne que había visto en el Caribe, y nombró al arroyo Creek Barbacue. El nombre se hizo oficial en la década de 1750 temprano, cuando los colonos comenzaron a introducirse en la zona.